# Корушки партизански одреди
Корушки партизански одреди су биле партизанске јединице у саставу Народноослободилачке војске и партизанских одреда Југославије током Другог светског рата у Југославији. 

## Историјат
У Церкну (Словенско приморје), 13. октобра 1943. формиран је Штаб Западнокорушког (Заходнокорошки ) НОП одреда који се 22. октобра пребацио у Корушку, а фебруара 1944. од јединица које су се тамо у јануару пребациле из Горењског, формиран је батаљон. У источној Корушкој у то време (5. фебруара 1944) формиран је Источнокорушки (Взходнокорошки) НОП одред од два батаљона. Западнокорушки НОПО дејствовао је у Розенталу и западно према долини реке Гајл, а са 3. четом северно од Драве, према Вертском језеру. У мају 1944. формирана је Корушка група НОП одреда, која је објединила све партизанске снаге у Корушкој. У лето 1944. знатно је појачан
прилив нових бораца, корушких Словенаца, тако да су ускоро Источнокорушки и Западнокорушки НОП одред имали по три батаљона (први око 600, други око 400 бораца), а знатан број нових бораца упућен је и у јединице 4. оперативне зоне. По наређењу ГШ Словеније од 29. септембра 1944. расформирана је Корушка група НОПО, а крајем септембра формиран је Корушки НОП одред од 4 чете јужно од Драве, док је северно остао мањи батаљон. Остало људство отишло је већим делом у састав јединица 4. оперативне зоне. Почетком октобра Корушки НОПО имао је 3 батаљона и Зиљску чету, укупно преко 400 бораца. У току зиме 1944–45. партизанске снаге у Корушкој претрпеле су знатне губитке, али је у марту 1945. дошло до новог прилива бораца. Тада је батаљон северно од Драве ушао у састав Корушког НОПО као 4, док су 1, 2. и 3. батаљон продужили да дејствују јужно од Драве. У завршним операцијама Одред је заједно са снагама 3. армије и 4. оперативне зоне учествовао у ослобођењу Корушке маја 1945. Расформиран је 10. маја 1945, а од његовог људства формиран је батаљон који је ушао у састав 13. словеначке ударне бригаде Мирко Брачич 14. дивизије ЈА.